# گرین‌دیل، ویکتوریا
گرین‌دیل (به انگلیسی: Greendale) یک شهرک در استرالیا است که در ویکتوریا (استرالیا) واقع شده‌است.